# Ameselum
Ameselon o Ameselum era una città sicula un tempo situata nella zona di influenza di Messina, la cui fonte principale è Diodoro Siculo.
Nel 269 a.C., Ierone II, che aveva deciso di liberare Messina dal giogo dei Mamertini, iniziò a conquistare le varie roccaforti messinesi. Dopo aver conquistato Milazzo, si volse alla conquista di Ameselum, che si trovava tra Centuripe e Agyrion.
Ierone prese la città e dopo aver assoggettato i suoi abitanti, la rase al suolo. Il suo territorio fu diviso tra le città di Centuripe e Agira.
La città sarà poi conquistata dai Normanni nel 1061 d.C.
La città è stata identificata dagli studiosi, a partire da Cluverio, Fazellus con Monte San Giorgio, presso Regalbuto.